# 1606 Jekhovsky
1606 Jekhovsky (1950 RH) este  un asteroid din centura principală de asteroizi. A fost descoperit la 14 septembrie 1950 de către astronomul francez Louis Boyer, la Observatorul Astronomic din Alger.
Asteroidul poartă numele astronomului Veniamin Jehovski.

## Caracteristici
Asteroidul 1606 Jekhovsky prezintă o orbită caracterizată de o semiaxă majoră de 2,6926615 UA și de o excentricitate de 0,3147780, înclinată cu 7,69656° față de ecliptică.